# Deniliquin Council
Deniliquin Council var en kommun i Australien. Den låg i delstaten New South Wales, i den sydöstra delen av landet, omkring 600 kilometer väster om delstatshuvudstaden Sydney. 2014 var antalet invånare 7 376.
Kommunen upphörde den 12 maj 2016 då den slogs samman med Conargo Shire för att bilda det nya självstyresområdet Edward River Council.